# Леонідас Сабаніс
Леонідас Сабаніс (28 жовтня 1971) — грецький важкоатлет.
Срібний призер Олімпійських Ігор 1996 (до 59 кг), 2000 (до 62 кг) років, учасник 2004 року.
Чемпіон світу з важкої атлетики 1995 (до 59 кг), 1998 (до 62 кг) років, срібний призер 1999 року в категорії до 62 кг.
Чемпіон Європи з важкої атлетики 1996 (до 59 кг), 2002 (до 62 кг) років, срібний призер 1997 (до 59 кг), 1998 (до 62 кг), 1999 (до 62 кг) років, бронзовий призер 1989 року в категорії до 56 кг.